# Marcel José Carneiro de Carvalho
Marcel José Carneiro de Carvalho (Bom Jesus da Lapa, 19 de setembro de 1979), é um administrador e político brasileiro filiado ao Partido dos Trabalhadores (PT). Foi prefeito de Paratinga, na Bahia, durante três mandatos, eleito em 2008, 2016 e reeleito em 2020. Em junho de 2025 foi alvo da Polícia Federal, operação Overclean, autorizada pelo ministro do STF Nunes Marques. Foi condenado em outro processo por licitação fraudulenta e falsificação de assinatura. Atualmente, faz parte da articulação política do governador Jerônimo Rodrigues. 

## Biografia
Marcel é filho de Josê Antônio de Carvalho, mais conhecido como Zé Carneiro, um dos prefeitos de maior notoriedade da cidade de Paratinga. Sua família esteve presente na política paratinguense durante décadas. Nas eleições municipais de 2004, foi lançado por seu pai para concorrer ao cargo de prefeito como seu sucessor político, e concorreu contra Amenaide de Carvalho Moreira, do PFL. Alcançou 47,69% dos votos, mas perdeu para Amenaide por uma diferença de cerca de 100 votos.
Com formação em administração, filiou-se ao Partido dos Trabalhadores (PT) para disputar as eleições para prefeitura de Paratinga. Foi eleito prefeito de Paratinga pela primeira vez em 2008, quando disputou contra Eliezer Pereira Dourado Filho. Durante sua primeira gestão, ocorreu uma reforma na Praça 2 de Julho e um ajuste do sistema de abastecimento de água do município com o apoio do governo do estado. No entanto, seu mandato também recebeu críticas em relação ao funcionalismo público e o pagamento de salário de professores. Em 2019, referente a esse mandato, Ministério Público Federal (MPF) ajuizou ação de improbidade administrativa de Marcelo por desviar 2 milhões de reais do Fundeb. Nas eleições de 2012, se candidatou à reeleição, mas perdeu para Eliezer Pereira Dourado Filho.
Em 2016, disputando novamente contra Eliezer Pereira Dourado Filho, foi eleito pela segunda vez prefeito de Paratinga em 2 de outubro de 2016. Esse mandato ficou marcado pela urbanização e asfaltamento de bairros do perímetro urbano da cidade; a instalação dos primeiros semáforos do município, e a inauguração da Escola Profª Maria Onília Barbosa Nogueira. Em 2020, foi reeleito prefeito de Paratinga, com um total de 11.044 votos. Disputou a eleição contra Amenaide de Carvalho Moreira, do DEM, tomando posse em primeiro de janeiro de 2021. Esse mandato ficou marcado pelo início da construção de um novo sistema de abastecimento de água e pela reforma e ampliação do Hospital Municipal Seriramis Alves Brandão.
Em 28 maio de 2024, teve desaprovada a prestação de contas do convênio 743/2018, firmado pela Companhia de Desenvolvimento e Ação Regional (CAR) com a Prefeitura Municipal de Paratinga pelo Tribunal de Contas do Estado da Bahia (TCE/BA). No mesmo ano, nas eleições de 2024, conseguiu eleger seu sucessor Vítor Ferreira de Santana ainda no primeiro turno, se tornando o primeiro prefeito de Paratinga a conseguir eleger seu sucessor após dois mandatos consecutivos desde Eliezer Pereira Dourado Filho (nas eleições de 2004).
Em maio de 2025, foi nomeado no núcleo de articulação política do governador Jerônimo Rodrigues (PT). A nomeação foi publicada no Diário Oficial (DO) do último dia 24 de maio, para o cargo de Assistente I, do quadro especial da Casa Civil, mas para exercer função na Secretaria de Relações Institucionais (Serin), que concentra toda a articulação política do governo.

## Ação civil Pública
Em agosto de 2020, teve os bens bloqueados pela justiça por improbidade administrativa numa ação civil pública, a pedido do Ministério Público Federal (MPF). Segundo o MPF, os atos de Marcel são ainda mais graves porque se deram no fim do mandato, como represália à rejeição nas urnas, e causaram embaraços à gestão posterior, que encontrou contas praticamente zeradas.

## Operação Overclean
No dia 27 de junho de 2025, foi alvo de mandado de busca e apreensão da quarta fase da operação da PF Overclean, do qual foi apreendido 3,2 milhões de dinheiro em espécie na sua residência. A operação foi autorizada pelo Supremo Tribunal Federal.
As investigações da PF apontaram indícios de desvios de emendas parlamentares no município durante o último mandato do ex-prefeito, que aconteceu entre 2020 e 2024. O objetivo da operação é desarticular uma organização criminosa envolvida em fraudes licitatórias, desvio de emendas parlamentares, corrupção e lavagem de dinheiro.
A Operação Overclean foi deflagrada pela primeira vez em 10 de dezembro de 2024 pela PF, MPF, Receita Federal do Brasil (RFB) e Controladoria-Geral da União (CGU), com apoio da agência americana Homeland Security Investigations (HSI).